# Ángel Rodríguez López
Ángel Rodríguez López (n. Cayés (Llanera); 1934 - Gijón 2016), conocido como Ángel Rodríguez. fue un ciclista español, profesional entre 1956 y 1962.

## Trayectoria

### Primeros años
En 1954 como "amateur" gana su primera carrera y se integra en el club Peña Ciclista Ovetense ganándose el apodo de Ligero y revelándose como el ciclista asturiano más prometedor. En 1956 se licencia como Independiente, y en sus primeras temporadas compitiendo con profesionales hubo de buscarse la vida acudiendo a las carreras en precarias condiciones materiales y logísticas, carente del soporte de un equipo profesional digno de ese nombre, lo que no le impidió obtener ya en 1956 resultados prometedores, entre ellos el 7.º puesto en la general del Circuito Montañés, y cerrarlo con un 19.º puesto en la Vuelta a Cataluña. Asimismo obtiene victorias o puestos destacados en numerosas carreras de carácter regional, incluyendo el título de Campeón de Asturias de Fondo en Carretera en 1956, que repetiría en 1958 y 1961.
A pesar de las carencias mencionadas, en 1957 se clasifica segundo en el Gran Premio de Cataluña, octavo en la Vuelta a Asturias, en una edición en que el podio fue copado por Bahamontes, René Marigil y Antonio Suárez, y noveno en la Vuelta a Andalucía.

### 1960
Integrado por fin en un equipo profesional consolidado, el Majestad, capitaneado por un ya declinante Jesús Loroño, debuta en el Gran Premio Primavera de Amorebieta logrando el 7.º puesto ante todo el pelotón profesional español, y en la Bicicleta Eibarresa finaliza en el puesto 31.º. A continuación tiene una gran actuación en el Campeonato de España de Montaña en Ruta, celebrado en Estella con la participación de todos los ases del ciclismo español en medio de una enorme expectación, proclamándose subcampeón tras Antonio Jiménez Quiles, y participa por primera vez en la Vuelta a España. En este año se proclama también Subcampeón nacional de Fondo en Carretera para Independientes, superado solo por José Pérez-Francés, vence en la Vuelta a la Rioja y queda 2.º en la Subida al Naranco.

### 1961
La temporada de 1961, encuadrado en el equipo Catigene con conocidos veteranos como Vicente Iturat, Gabriel Company o Antonio Barrutia, la figura del ciclo-cross español de la época José Luis Talamillo, y una estrella entonces naciente como Julio Jiménez, fue la mejor de su carrera, ocupando al final de ella el puesto 35 entre los 82 corredores profesionales e Independientes españoles activos en dicho año, y el 3.º de su equipo, según la clasificación oficiosa de CyclingRanking.com.
Especialmente destacadas fueron sus actuaciones en el Trofeo Torres-Serdán (Madrid-Barcelona), en el Campeonato de España de Independientes (3.º tras José Bernárdez y Juan Manuel Menéndez), en el Circuito Montañés (3.º en la General final, tras Carmelo Morales y Pérez-Francés), en la Subida al Naranco (9.º), y en la Vuelta a Cataluña, donde fue 2.º en la etapa reina, colocándose igualmente 2.º en la general, y terminó 6.º en dicha Clasificación General, muy perjudicado en ella por los tiempos registrados en la contrarreloj por equipos, disputada el último día.
En la Vuelta a España acabó en el puesto 43, entre 90 participantes, mientras que en la Bicicleta Eibarresa lo hizo el 32.º entre 64.
Cerró la temporada en el Campeonato de España por Regiones, prueba que se disputaba contrarreloj por equipos de tres corredores, formando el de Asturias con Luis Tuya y Juan Álvarez y consiguiendo la medalla de bronce, tras Cataluña (José Segú, Miguel Pacheco y Aniceto Utset) y Vizcaya (José Bernárdez, Valentín Uriona y Juan María Uribezubia), éxito que el ciclismo asturiano no volvió a alcanzar hasta 1971, en este caso con un equipo formado por José Casas, Antonio Menéndez y Vicente López Carril.

### 1962
En 1962 fichó por uno de los tres mejores equipos españoles de la época, el Licor 43, encabezado por Fernando Manzaneque. Sin embargo tras quedar 9.º en Amorebieta, 22.º en la Bicicleta Eibarresa y participar en la Vuelta a Levante y en la Vuelta a España, y pese a quedar 4.º en el Campeonato de España de Montaña, no logró mantener el nivel de años anteriores y se retiró al finalizar la temporada, compitiendo por última vez el 7 de octubre en la Subida al Naranco.

## El entorno ciclista asturiano de la época
En los primeros años 60 se consolidó en el ciclismo español la estructura de equipos profesionales con patrocinadores comerciales económicamente sólidos. Ello cristalizó finalmente en cuatro equipos dominantes, dos con base vasca, Kas y Fagor, y dos levantinos, Licor 43 y Ferrys. Asturias, una región con una enorme afición por el ciclismo pero carente del tipo de empresas que solía ejercer ese patrocinio, quedó al margen de esa consolidación, y solo Ángel Rodríguez rellenó hasta cierto punto el hueco en esa época entre los últimos éxitos de Senén Mesa y Luis Sánchez Huergo y los primeros de José Manuel Fuente y Vicente López Carril en la élite del ciclismo español.
Los demás ciclistas asturianos contemporáneos de Rodríguez que se asomaron al profesionalismo (José Constenla, José Suárez, José Luis Rato, Luis Tuya, Ángel Piñera o Juan Álvarez) no lograron estabilizar su carrera, y solo Álvarez participó en una ocasión (1964) en la Vuelta a España, en las filas del equipo vasco Inuri.

## Palmarés
| 1957 - 2.º en el Gran Premio de Cataluña 1960 - Vuelta a la Rioja, y 1 etapa - 2.º en el Campeonato de España de Montaña - 2.º en el Campeonato de España en Ruta para Independientes - 2.º en la Subida al Naranco 1961 - 3.º en el Campeonato de España en Ruta para Independientes - 3.º en el Campeonato de España Contrarreloj por Regiones (con Asturias) - 3.º en el Circuito Montañés - 6.º en la Vuelta a Cataluña 1962 - 4.º en el Campeonato de España de Montaña |

## Equipos
- Asturias/Saquito (1956-1957)
- Brandy Majestad (1960)
- Catigene (1961)
- Licor 43 (1962)